# Velika Dajna
Koordinati:   43°48′43″N, 15°21′43″E
Velika Dajna je nenaseljen otoček v Kornatih. Otoček leži okoli 1 km jugozahodno od skrjnega južnega rta otoka Žut. Površina otočka meri 0,17 km², dolžina obale je 1,85 km. Najvišji vrh je visok 46 mnm.